# 博爾舍維奇

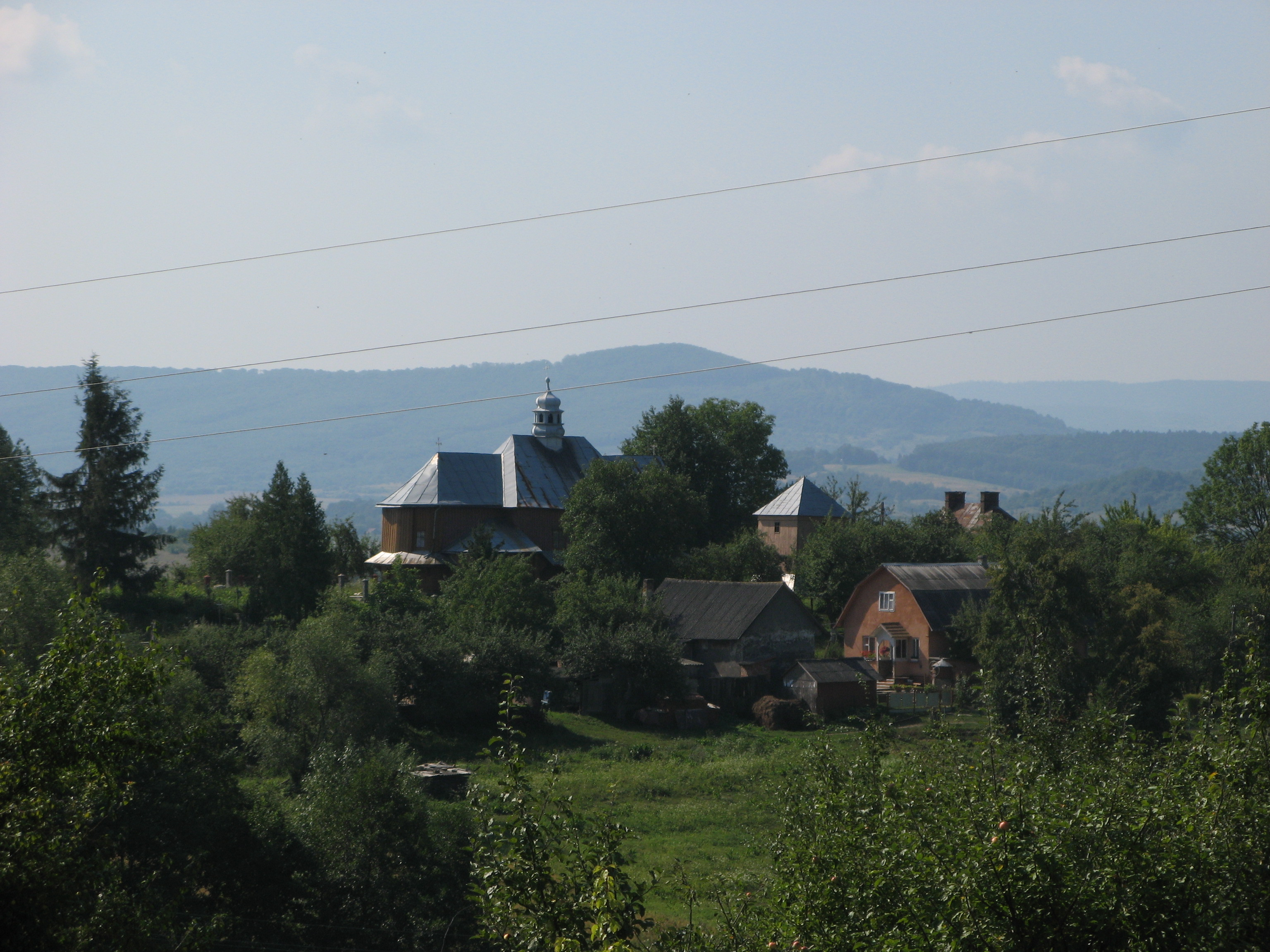

博爾舍維奇（烏克蘭語：Боршевичі），是烏克蘭西部的村莊，隸屬利維夫州的桑比爾區。該村面積1.1平方公里，海拔高度256米，2001年人口328，人口密度每平方公里298.18人。
49°39′41″N 22°50′8″E / 49.66139°N 22.83556°E